# Едвін Солсбері
Едвін Солсбері (англ. Edwin Salisbury, 3 травня 1910 — 22 листопада 1986) — американський академічний веслувальник.
Олімпійський чемпіон 1932 року в складі вісімки.